# 山田暢久
山田暢久（1975年9月10日—），已退役日本足球運動員，前日本國家足球隊成員。

## 俱樂部生涯
山田畅久1994年起就在浦和红钻效力，1994年4月27日对阵清水心跳的比赛是他第一次在联赛亮相。2004年起，山田畅久担任浦和红钻队长。
效力至今已经20个赛季，他助球队拿到包括天皇杯、日职联赛以及亚冠在内的锦标。
2013年10月22日对阵柏雷素尔的比赛成为了历史上第三名总共出场500场日职联赛比赛的球员。
1月24日，日职联赛浦和红钻的原日本国脚后卫山田畅久宣布退役。今后将作为工作人员继续留在俱乐部里。

## 外部連結
- National Football Teams （页面存档备份，存于）
- Japan National Football Team Database